# Левкара (окръг Ларнака)
Лѐвкара (на гръцки: Λεύκαρα) е село в Кипър, окръг Ларнака. Според статистическата служба на Република Кипър през 2011 г. селото има 737 жители.
Има два квартала – Като Левкара и Пано Левкара.